# Katharine Goodfellow
Katharine Goodfellow (Kingston, 12 de agosto de 1989) es una deportista canadiense que compitió en remo. Ganó una medalla de plata en el Campeonato Mundial de Remo de 2013, en la prueba de cuatro scull.

## Palmarés internacional
| Campeonato Mundial | Campeonato Mundial      | Campeonato Mundial | Campeonato Mundial |
| Año                | Lugar                   | Medalla            | Prueba             |
| ------------------ | ----------------------- | ------------------ | ------------------ |
| 2013               | Chungju (Corea del Sur) | Medalla de plata   | Cuatro scull       |